# ガティブ
ガティブ（バスク語: Gatibu）は、スペインのロックバンド。バスク州ビスカヤ県ゲルニカ＝ルモ出身であり、基本的にバスク語ビスカヤ方言で歌っている。グループ名はバスク語で「捕虜」を意味する。

## 経歴
2002年夏にエスキスのボーカルであるアレックス・サルドゥイを中心として結成され、同年にファーストアルバム『Zoramena』（「狂気」の意味）を発表した。「Musturrek sartunde」などの曲が人気を集め、2003年のガステアでは同曲が最優秀楽曲に選出された。このアルバムではプラテーロ・イ・トゥやフィト&フィティパルディスで活動するフィト・カブラレス、エストレモドゥーロのロベルト・イニエスタやとコラボしている。
2005年にはセカンドアルバム『Disko Infernu』（「酷いディスコ」の意味）を発表し、このアルバムの代表曲には「Inpernuaren ate joka」や「Gogoratzen zaitut」がある。2008年にはサードアルバム『Laino Guztien Gainetik, Sasi Guztien Azpitik』を発表した。ガステアでは同アルバムが最優秀アルバムに選出され、「Bang-Bang Txik-Txiki Bang Bang」が最優秀楽曲に選出された。

## 受賞
- ガステア（スペイン語版）

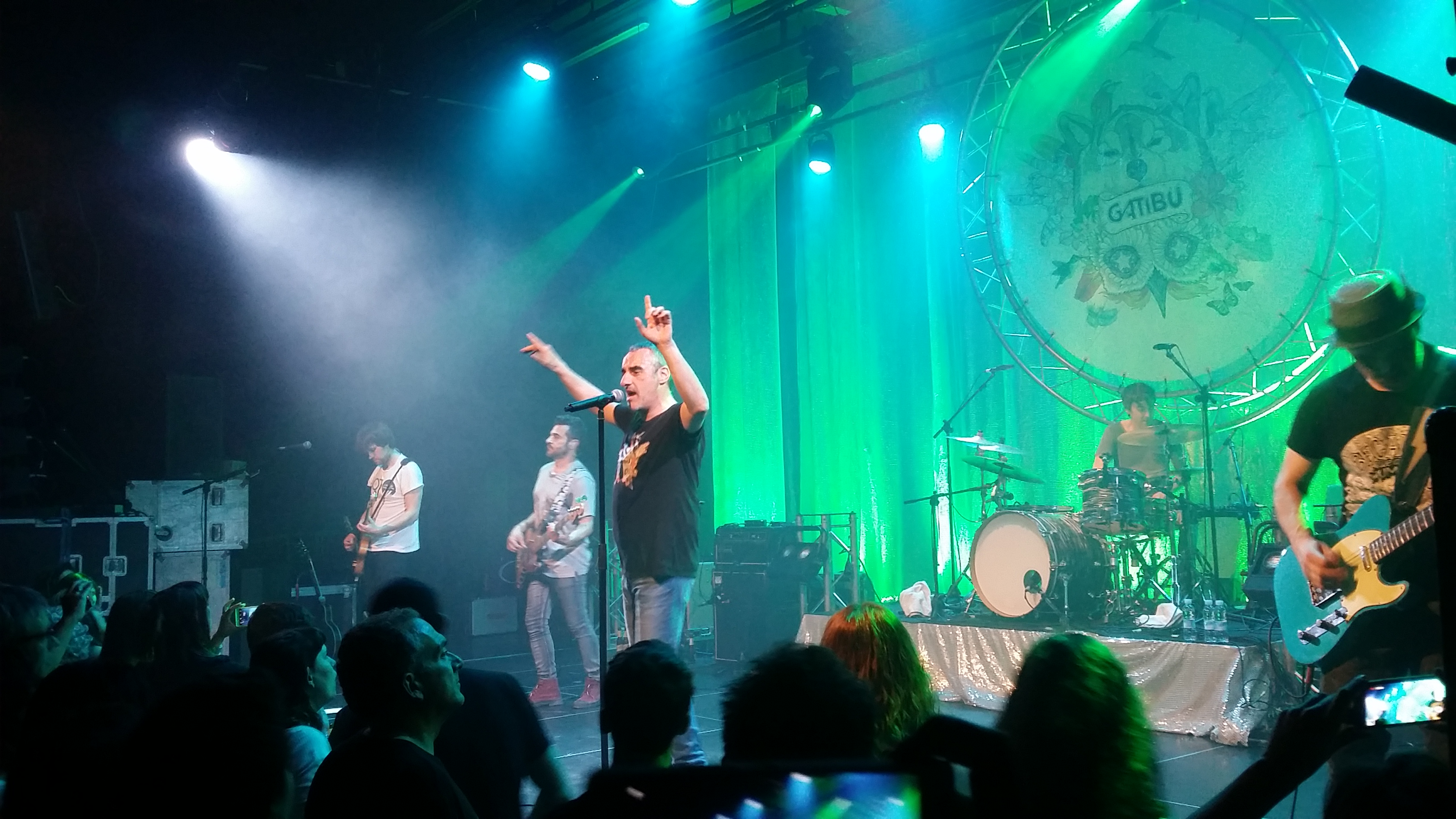
2017年のガティブ

  - 2003年 最優秀楽曲 - Musturrek Sartunde
  - 2009年 最優秀楽曲 - Bang-Bang Txik-Txiki Bang Bang
  - 2009年 最優秀アルバム - Laino Guztien Gainetik, Sasi Guztien Azpitik

## メンバー
- アレックス・サルドゥイ - ボーカル
- アイマール・アレヒータ - ギター
- ミケル・カバジェロ - ベース
- ガイスカ・サラサール - ドラム

## ディスコグラフィー

### アルバム
- 2002年 Zoramena
- 2005年 Disko Infernu
- 2008年 Laino Guztien Gainetik, Sasi Guztien Azpitik
- 2010年 Zuzenean Bizitzeko Gogoa
- 2014年 Euritan dantzan
- 2016年 Aske Maitte, Aske Bizi
- 2018年 Azken Indioak